# Ardino (obchtina)
Ardino (bulgare : Ардино) est une obchtina de l'oblast de Kardjali en Bulgarie.